# Komisja Unii Afrykańskiej
Komisja Unii Afrykańskiej – organ wykonawczy i administracyjny Unii Afrykańskiej, pełniący funkcję jej sekretariatu. Na jej czele stoi przewodniczący, którym od stycznia 2017 jest Moussa Faki. Siedziba mieści się w Addis Abebie. 

## Wybór i skład
Komisja Unii Afrykańskiej została powołana na mocy artykułu 5. Aktu Założycielskiego Unii Afrykańskiej. Jest sukcesorką Sekretariatu Generalnego Organizacji Jedności Afrykańskiej. Komisja składa się z przewodniczącego, wiceprzewodniczącego oraz ośmiu komisarzy. Są oni wybierani przez Radę Wykonawczą i mianowani przez Zgromadzenie Unii Afrykańskiej na czteroletnie kadencje, które mogą być raz odnowione. 
W skład Komisji wchodzą komisarze: ds. pokoju i bezpieczeństwa; ds. politycznych; ds. infrastruktury i energii; ds. handlu i przemysłu; ds. gospodarki wiejskiej i rolnictwa; ds. zasobów ludzkich, nauki i technologii; ds. gospodarczych. Region z którego pochodzi przewodniczący i wiceprzewodniczący Komisji jest uprawniony do posiadania jednego komisarz, podczas gdy pozostałe regiony są uprawnione do posiadania dwóch komisarzy. Przynajmniej jednym z komisarzy z każdego regionu powinna być kobieta. Komisarze wspierają przewodniczącego w kierowaniu Komisją w ramach wyznaczonych dziedzin i resortów oraz ponoszą odpowiedzialność za implementację programów i polityki UA w tych obszarach.

## Funkcje
Do funkcji pełnionych przez Komisję Unii Afrykańskiej należy:
- reprezentowane Unii Afrykańskiej i obrona jej interesów
- przygotowywanie propozycji przedkładanych organom UA oraz implementacja postanowień podjętych przez nie
- pełnienie roli strażnika zasad Aktu Założycielskiego Unii Afrykańskiej i innych aktów prawnych
- zapewnianie wsparcia operacyjnego innym organom UA
- pomoc państwom członkowskim w implementacji programów UA
- wypracowywanie projektów wspólnych stanowisk UA oraz koordynacja działań państw członkowskich w ramach międzynarodowych negocjacji
- zarządzanie budżetem i innymi środkami UA
- rozwijanie, promowanie, koordynowanie i harmonizowanie programów i polityki UA z regionalnymi organizacjami gospodarczymi
- dbanie o zasadę gender mainstreaming w głównych programach i działaniach UA
- podejmowanie działań zleconych przez Zgromadzenie UA i Radę Wykonawczą